# Amphiblestrum blandum
Amphiblestrum blandum är en mossdjursart som beskrevs av Gordon 1986. Amphiblestrum blandum ingår i släktet Amphiblestrum och familjen Calloporidae. Inga underarter finns listade i Catalogue of Life.